# Ramy Bensebaini
Amir Selmane Ramy Bensebaini (Constantina, 16 de abril de 1995) é um futebolista profissional argelino que atua como zagueiro e lateral-esquerdo. Atualmente defende o Borussia Dortmund. Atua na seleção da Argélia.

## Carreira

### Renes
Em 5 de julho de 2016, ele assinou um contrato de quatro anos com o Rennes.

### Borussia Mönchengladbach
Em agosto de 2019, Bensebaini foi contratado por 8 milhões de euros pelo Borussia Mönchengladbach, em um contrato de quatro anos. Estreou-se pela equipe na Bundesliga como titular em 14 de setembro de 2019, na vitória sobre o 1. FC Köln, onde teve uma atuação muito elogiada. Em 10 de novembro de 2019, ele marcou seu primeiro gol na partida contra o Werder Bremen. No mesmo jogo foi expulso.

### Borussia Dortmund
Em 5 de junho de 2023, Bensebaini assinou um contrato de quatro anos para ingressar no Borussia Dortmund em transferência gratuita. Em 12 de agosto de 2023, ele fez sua estreia oficial pelo clube na vitória fora de casa por 6 a 1 contra o Schott Mainz na DFB Pokal.

## Seleção argelina
Ramy Bensebaini representou o elenco da Seleção Argelina de Futebol no Campeonato Africano das Nações de 2017.